# Cá đục đảo
Cá đục đảo (tên khoa học Bostrichthys aruensis) là một loài cá thuộc họ Butidae. Nó là loài đặc hữu của Indonesia.